# Associazione Calcio Imolese 2000-2001
Questa pagina raccoglie le informazioni riguardanti l'Associazione Calcio Imolese nelle competizioni ufficiali della stagione 2000-2001.

## Rosa
| N. |                   | Ruolo | Calciatore          |
| -- | ----------------- | ----- | ------------------- |
|    | Italia (bandiera) | A     | Sergio Actis Dato   |
|    | Italia (bandiera) | A     | Giuseppe Aquino     |
|    | Italia (bandiera) | D     | Francesco Bastia    |
|    | Italia (bandiera) | P     | Maurizio Battistini |
|    | Italia (bandiera) | C     | Roberto Biserni     |
|    | Italia (bandiera) | A     | Marco Carozza       |
|    | Italia (bandiera) | C     | Rossano Casoni      |
|    | Italia (bandiera) | C     | Davide Donattini    |
|    | Italia (bandiera) | D     | Alessandro Dozio    |
|    | Italia (bandiera) | D     | Stefano Erbuto      |
|    | Italia (bandiera) | D     | Marco Ferrante      |
|    | Italia (bandiera) | A     | Maurizio Fusari     |
|    | Italia (bandiera) | A     | Marco Gabriellini   |
|    | Italia (bandiera) | D     | Fabrizio Marchionni |

| N. |                   | Ruolo | Calciatore          |
| -- | ----------------- | ----- | ------------------- |
|    | Italia (bandiera) | C     | Alberto Maresi      |
|    | Italia (bandiera) | C     | Stefano Margelli    |
|    | Italia (bandiera) | C     | Matteo Masini       |
|    | Italia (bandiera) |       | Matteo              |
|    | Italia (bandiera) | D     | Marco Menghi        |
|    | Italia (bandiera) | P     | Majco Monterastelli |
|    | Italia (bandiera) | D     | Andrea Mussoni      |
|    | Italia (bandiera) | A     | Marco Pasquali      |
|    | Italia (bandiera) | A     | Fabio Paterna       |
|    | Italia (bandiera) | C     | Eddy Perezin        |
|    | Italia (bandiera) | C     | Loris Poggi         |
|    | Italia (bandiera) | A     | Cristian Polidori   |
|    | Italia (bandiera) | D     | Umberto Toschi      |